# ペンシルベニア州議会
ペンシルベニア州議会(英語:The Pennsylvania General Assembly)は、アメリカ合衆国ペンシルベニア州の立法府である。州議会はハリスバーグの州会議事堂で開催される。植民地時代（1682年～1776年）には、州議会はペンシルベニア州地方議会と呼ばれ、一院制であった。議会は1791年に両院制の議会となった。2024年現在、民主党と共和党がそれぞれの院を支配する唯一の州議会である。

## 議員
議会は253人の議員で構成されており、50人の上院議員と203人の下院議員から成る。ニューハンプシャー州に次ぐ全米第2位の州議会であり、常勤議員数では全米最大である。
上院議員は4年の任期で選出され、下院議員は2年の任期で選出される。ペンシルベニア州の一般選挙は、偶数年の11月の第1月曜日の翌火曜日に実施される。空席となった議席は特別選挙で補充され、その日程は各院の議長によって決定される。
上院議員は25歳以上、下院議員は21歳以上でなければならない。また、選挙区に少なくとも1年以上居住し、その州に少なくとも4年以上市民権または居住権を有していることが条件となる。
横領、贈収賄、偽証などの重罪で有罪判決を受けた者は選挙権を失う。州憲法では「その他の悪名高い犯罪」というカテゴリーも追加されており、州裁判所によって広範に解釈される可能性がある。過去に議会から除名された者は、選挙で当選することはできない。
選挙区は、国勢調査の10年後に区分けされる。5人の委員で構成される委員会が選挙区を区分けするが、4人の委員は上下両院の多数党および少数党の党首（またはその代理）である。5人目の委員は委員会の委員長であり、他の4人の委員によって任命されるが、選挙または任命による公職に就くことはできない。5人目の委員について党首らが合意できない場合、州最高裁判所が任命することができる。
議員は在任中、公職に就くことはできない。議員が辞職した場合でも、憲法では、議員が選出された任期中は公職に任命されないことが定められている。

## 会期

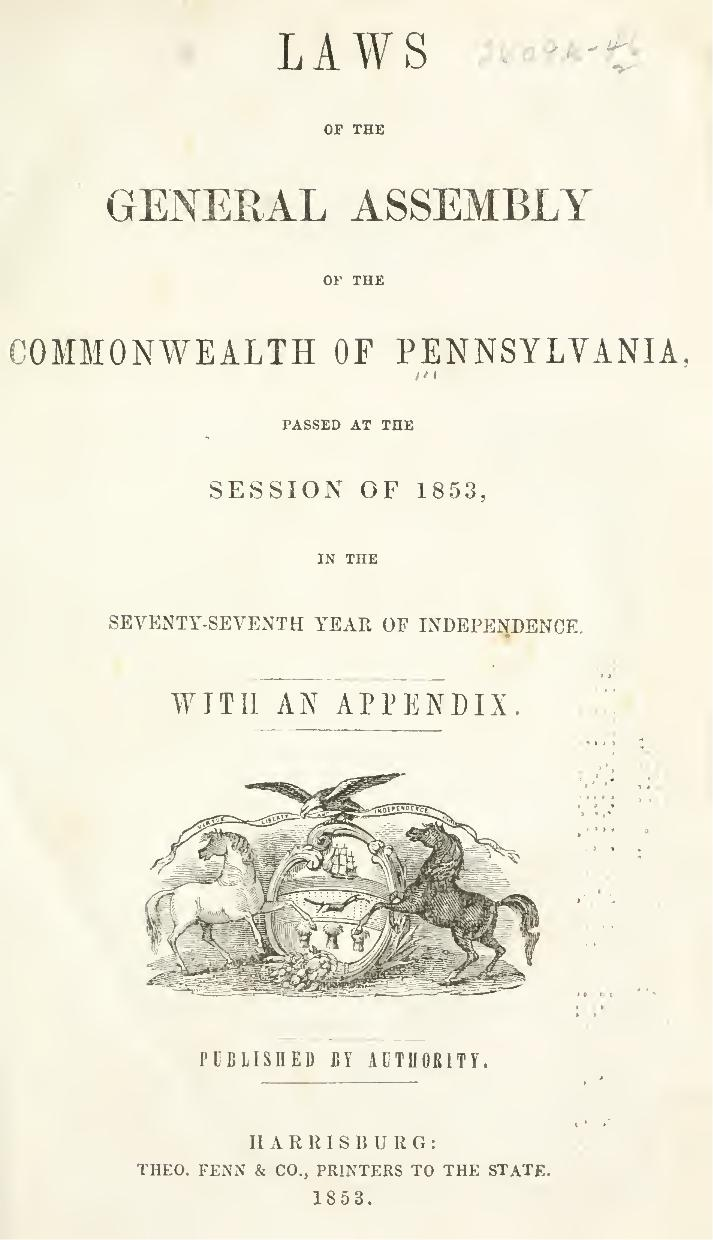
1853年に出版された「ペンシルベニア州法」の表題ページ

議会は、その議員が選出される任期中、存続する機関である。毎年1月の第1火曜日の正午に招集され、その後1年を通して定期的に開催される。両院は、偶数年の11月30日に閉会する。この日に、下院の全議員と上院議員の半数の任期が満了する。いずれの機関も、他方の同意なしに3日以上閉会することはできない。
知事は、重要な問題に関する法案を成立させるために臨時会を招集することができる。2017年現在、ペンシルベニア州の歴史上、臨時会が招集されたのは35回ある。
州議会の会議は、1906年に完成したハリスバーグのペンシルベニア州会議事堂で開かれる。州憲法では、州議会の会議はハリスバーグで開催されなければならず、両院の同意を得た場合にのみ移転できると定められている。

## 歴史
ペンシルベニア州議会は、米国で最も腐敗が公然と行われている州議会の一つとして長い歴史を持ち、その起源は13植民地時代まで遡る。1794年、アレクサンダー・ハミルトンはペンシルベニア州西部を訪問中に、ルーファス・キングに宛てて「ペンシルベニア州の政治腐敗は、私が想像していた以上に深刻だ」と書いた。
19世紀、議会の汚職文化は深刻化し、1866年から1873年にかけて、その期間に可決された9,300の法律のうち、約8,700が地域または特別法であった。州議会に対する人々の不満はついに1871年に爆発し、1873年の憲法制定会議と1874年の憲法改正につながった。この改正案の改革のひとつは、議会が複数の主題をカバーする法律を制定することを禁止することだった。
しかしながら、この修正条項（現在のペンシルベニア州憲法第3条第3項）は、あまりにも不適切な内容であったため、1967年に必要な例外規定を盛り込んだ修正条項が可決されるまで、議会による州法の包括的な成文化は妨げられていた。これが、今日、ペンシルベニア州が米国で唯一、一般法典の包括的な成文化を完了していない州である理由である。1970年以来、ペンシルベニア州は初の公式な成文化プロセスに着手し、ペンシルベニア州統一法典を完成させた。300年以上にわたる成文化されていない法令を処理するため、50年以上にわたる作業を経ても、成文化プロセスは未だ完了していない。

## 役職

### 上院
上院仮議長: Kim Ward (R)
| 多数派 (共和党)       | 役職             | 少数派(民主党)      |
| Joe Pittman           | 院内総務         | Jay Costa           |
| Ryan Aument           | 院内幹事         | Anthony H. Williams |
| Kristin Phillips-Hill | 議員総会幹事     | Wayne Fontana       |
| Camera Bartolotta     | 議員総会事務総長 | Maria Collett       |
| Scott Martin          | 歳出委員会委員長 | Vincent Hughes      |
| Lisa Baker            | 議員総会管理者   | Judy Schwank        |
| Mario Scavello        | 政策委員会委員長 | Katie Muth          |

### 下院
下院議長: Joanna McClinton (D)
| 多数派 (民主党)  | 役職             | 少数派(共和党)   |
| Matthew Bradford | 院内総務         | Bryan Cutler     |
| Dan Miller       | 院内幹事         | Donna Oberlander |
| Mike Schlossberg | 議員総会幹事     | George Dunbar    |
| Tina Davis       | 議員総会事務総長 | Martina White    |
| Jordan Harris    | 歳出委員会委員長 | Stan Saylor      |
| Leanne Krueger   | 議員総会管理者   | Kurt Masser      |
| Ryan Bizzarro    | 政策委員会委員長 | Martin Causer    |